# Medaille voor Trouw in de Arbeid
De Medaille voor Trouw in de Arbeid  (Medaille für Treue in der Arbeit") werd in 1904 door de Oldenburgse Groothertog Frederik August ingesteld om een langdurig dienstverband te belonen. De medaille is van zilver. Uit de veilingprijs van 100 Euro kan worden opgemaakt dat de medaille niet zeldzaam is.
Op de voorzijde van de medaille staat de geüniformeerde buste van de Groothertog binnen het randschrift "FRIEDRICH AUGUST GROSSHERZOG VON OLDENBURG" afgebeeld. Op de keerzijde staat "TREUE IN DER ARBEIT" binnen een krans van eikenbladeren.